# منطقه کروواگی
منطقه کروواگی یکی از منطقه های استان چیمبو واقع در کشور پاپوآ گینه نو می باشد. مرکز این منطقه کروواگی است. این منطقه خود از ۳ فرمانداری محلی تشکیل می گردد که هر فرمانداری به منظور سهولت در امر آمارگیری خود به چند بخش تقسیم می شود.

## تقسیمات
این منطقه دارای ۳ فرمانداری محلی است که هر ۳ فرمانداری محلی روستایی می باشند و اسامی آنها به شرح زیر است:
- فرمانداری محلی روستایی گنا-وائوگلا
- فرمانداری محلی روستایی کروواگی
- فرمانداری محلی روستایی کوپ